# Havelock Vetinari
Havelock Vetinari, även Lord Vetinari, är en fiktiv person skapad av Terry Pratchett.

## Handling
Lord Vetinari är Ankh-Morporks patricier och bestämmer över staden. Han bor i patricierpalatset. Hans valspråk är Si non confectus non recifiat ("Laga inte det som inte är trasigt").